# Schlanke Windelschnecke
Die Schlanke Windelschnecke (Vertigo heldi) ist eine Schneckenart aus der Familie der Windelschnecken (Vertiginidae) in der Unterordnung der Landlungenschnecken (Stylommatophora). 

## Merkmale
Das rechtsgewundene, zylindrische Gehäuse der Schlanken Windelschnecke ist 2,5 bis 2,7 mm hoch und 1,2 mm breit (nach Clessin 4,0 bis 4,5 mm hoch, 1 mm breit). Es besitzt 5,5 bis 6 gewölbte Windungen, die durch eine tiefe Naht voneinander abgesetzt sind. Die letzten drei Windungen nehmen kaum im Durchmesser zu. Die Endwindung bildet unter der Naht eine Kante oder „Schulter“ aus. Das Gehäuse ist braun und durchscheinend mit einer glänzenden Oberfläche; diese ist sehr fein gestreift. Der Mündungsrand ist kaum verdickt und erscheint daher relativ scharf. Am oberen Rand ist nur ein schwacher Nackenwulst ausgebildet. Auch die Zähne, ein palataler und ein parietaler, sind nur schwach ausgebildet, zum Teil sogar fehlend. Innen ist der Callus nur schwach ausgeprägt.

### Ähnliche Arten
Die Art ist von manchen Extremformen der sehr variablen Gemeinen Windelschnecke (Vertigo pygmaea) nur schwer zu unterscheiden. In der Regel ist das Gehäuse der Schlanken Windelschnecke aber größer, etwas mehr zylindrisch und daher schmaler als das Gehäuse der Gemeinen Windelschnecke. Frische Gehäuse sind mehr durchscheinend und die Oberfläche glänzt stärker.

## Geographische Verbreitung und Lebensraum
Das Verbreitungsgebiet der Art ist auf Süddeutschland, die Nordschweiz und Österreich beschränkt. In der Schweiz kommt sie auf 300 bis 400 m über Meereshöhe vor. Sie ist sehr selten und die Vorkommen sind sehr zerstreut. Sie lebt dort auf sumpfigen Wiesen und feuchtem Grasland, hauptsächlich im Hügelland.

## Taxonomie
Das Taxon wurde 1877 von Stephan Clessin als Pupa (Vertigo) Heldi erstmals beschrieben. Manche Autoren untergliedern die Gattung Vertigo in zwei Untergattungen: Vertigo (Vertigo) O.F. Müller, 1773 und Vertigo (Vertilla) Moquin-Tandon, 1856. In dieser Untergattungsgliederung wird die Schlanke Windelschnecke in die Gattung Vertigo (Vertigo) gestellt.

## Gefährdung
In Deutschland ist die Art vom Aussterben bedroht (Gefährdungskategorie 1).

## Belege